# بنسون ليفيت
بنسون ليفيت (21 يونيو 1797 – 1 يونيو 1869) كان رجل أعمال من بوسطن، ماساتشوستس، شغل منصب عضو مجلس محلي لبوسطن.

## حياته
ولد بنسون ليفيت في هامبتون فولز، نيو هامبشاير، في 21 يونيو 1797، وهو ابن مساح الأراضي توماس وزوجته هانا (ميلشر) ليفيت. ساعد توماس ليفيت في تأسيس الحزب الديمقراطي في نيو هامبشاير، وساعد في وضع بعض البلدات في الجزء الشمالي من الولاية.

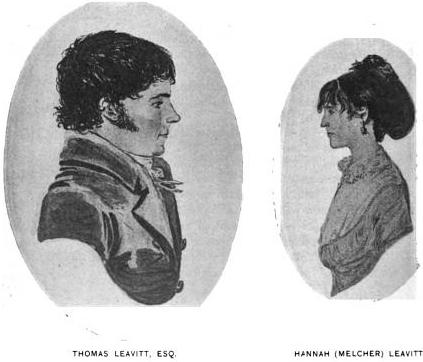
توماس ليفيت وزوجته هانا، والدا بنسون ليفيت

شغل منصب القائم بأعمال عمدة بوسطن، ماساتشوستس من 22 نوفمبر 1845 إلى 11 ديسمبر 1845م.

## وفاته
توفي بنسون ليفيت في ووترتاون، ماساتشوستس، في الأول من يونيو عام 1869.

## أنظر أيضا
- إميلي وايلدر ليفيت
- فرانكلين بنجامين سانبورن

## روابط خارجية
- صور توماس ليفيت، إسق.، هانا (ميلشر) ليفيت، الغرانيت الشهري: مجلة نيو هامبشاير، المجلد. الخامس والعشرون، نشرته شركة جرانيت الشهرية، كونكورد، نيو هامبشاير، 1898